# Jean-Émile Humblet
Jean-Émile Humblet (Luik, 7 oktober 1920 - Louvain-la-Neuve, 9 december 2014) was een Belgisch senator.

## Levensloop
Humblet behaalde in 1944 aan de Université Catholique de Louvain de diploma's van doctor in de rechten en licentiaat in de economische wetenschappen. Tijdens zijn studies aan de UCL was hij actief in Waalsgezinde studentenverenigingen. In 1942 werd hij in Leuven voorzitter van de Waalse studentenfederatie en in 1945 was hij medeoprichter van de Waalsgezinde studie- en actiegroep Rénovation wallonne. Humblet ging verder studeren in Parijs en werd in 1946 doctor in de economie en industriële betrekkingen aan de Universiteit van Parijs. 
Van 1946 tot 1953 werkte hij als kabinetssecretaris bij de afgevaardigd beheerder van het Verbond der Belgische Nijverheid en vervolgens was hij van 1953 tot 1961 hoofdbestuurder van de Hoge Autoriteit van de Europese Gemeenschap voor Kolen en Staal in het Groothertogdom Luxemburg. Daarna was hij van 1961 tot 1964 secretaris-generaal bij de Internationale Federatie voor Informatie en Documentatie om dan wetenschappelijk directeur en buitengewoon hoogleraar te worden bij de hogeschool ICHEC, het Katholiek Instituut voor Hogere Handelsstudies. In 1966 behaalde hij het diploma van doctor in de sociale wetenschappen aan de ULB en twee jaar later werd hij eveneens docent aan de Université de Mons-Hainaut.
In 1963 vestigde Humblet zich in Waals-Brabant. Als aanhanger van het federalisme hervatte hij in die tijd zijn Waalsgezinde activiteiten. In 1970 werd hij voorzitter van het arrondissementeel comité van het Rassemblement Wallon in Nijvel en hij vertegenwoordigde de partij van 1972 tot 1980 in de Gewestelijke Economische Raad voor Wallonië. Daarenboven was hij van 1972 tot 1992 voorzitter van de Economische Raad van de provincie Brabant, tot 1993 bestuurder en ondervoorzitter van de Waalse vereniging van oud-strijders, ondervoorzitter van Wallonie-Quebec, lid van het Franstalige comité voor culturele actie CACEF, het Waalsgezinde Institut Jules Destrée, de Fransgezinde culturele stichting Fondation Plisnier, voorzitter van het Instituut voor Waalse studies, lid van de federatie van Wallonie libre in Waver. Humblet verdedigde voorts een noodzakelijke solidariteit tussen Wallonië en Brussel en ijverde voor de administratieve scheiding van de provincie Brabant.
Van 1978 tot 1981 zetelde Humblet namens het RW als rechtstreeks gekozen senator voor het arrondissement Nijvel in de Belgische Senaat. Door de toenmalige dubbelmandaten was hij in die periode tevens lid van de Cultuurraad voor de Franse Cultuurgemeenschap (1978-1980) en vervolgens van de Waalse Gewestraad en de Raad van de Franse Gemeenschap (1980-1981). In 1981 verwierp hij de keuze van zijn partij om in Wallonië gezamenlijke lijsten met het Brussels-Fransgezinde FDF in te dienen en verliet hij het RW om met andere partijgenoten het Rassemblement populaire wallon op te richten, dat ijverde voor een federalisme gestoeld op drie gewesten. Met de steun van de socialistische PS werd hij in 1981 gekozen tot provinciaal senator voor Brabant, een mandaat dat hij bekleedde tot in 1985. Hij trad echter nooit officieel toe tot de PS en bij de verkiezingen van 1985 voerde Humblet de Senaatslijst van de Parti Wallon in Limburg aan, die daar was ingediend uit solidariteit met de Franstaligen in de Voerstreek. Hij raakte echter niet verkozen en bleef daarna nog tot hoge leeftijd actief in allerlei Waalsgezinde organisaties.